# Wolfgang Amadeus Mozart en Italia

El mapa muestra las principales ciudades visitadas durante el primer viaje por Italia, entre diciembre de 1769 y marzo de 1771. La línea negra muestra la ruta principal externa desde Salzburgo a Nápoles. La línea verde marca los desvíos tomados durante el viaje de vuelta.

Entre 1769 y 1773, el joven Wolfgang Amadeus Mozart y su padre, Leopold, hicieron tres viajes a Italia. El primero de ellos, que tuvo una duración de 15 meses, fue financiado mediante actuaciones para la nobleza y conciertos públicos, y recorrieron las ciudades italianas más importantes. En sus viajes posteriores llegaron a Milán, para que Wolfgang completara las óperas que le habían encargado allí durante su primera visita. 
Leopold había estado empleado desde 1747 como músico en la corte arzobispal de Salzburgo, convirtiéndose en segundo maestro de capilla en 1763, aunque también había dedicado mucho tiempo a la educación musical de Wolfgang y su hermana Nannerl. Emprendieron un «gran viaje» entre 1763 y 1766, y pasó parte de 1767 y la mayor parte de 1768 con ellos en la capital imperial, Viena. La actuación de los niños cautivó al público, sobre todo en los primeros viajes, y causaron una impresión considerable en la sociedad europea. Hacia 1769 Nannerl había alcanzado la mayoría de edad, pero Leopold estaba ansioso por continuar la educación de Wolfgang (que tenía 13 años) en Italia, un destino de suma importancia para cualquier compositor joven del siglo XVIII.
Desde la perspectiva del desarrollo musical de Wolfgang, los tres viajes tuvieron un éxito considerable. Durante el primer viaje, las actuaciones de Wolfgang fueron bien recibidas y su talento se llegó a reconocer con honores, incluyendo una Caballería Papal y su afiliación en las principales sociedades filarmónicas. A pesar de su juventud, recibió encargos para que escribiera tres óperas para el famoso Teatro Regio Ducal de Milán, cada una de las cuales recibió aclamaciones por parte de la crítica y el público. Además, conoció a muchos de los principales músicos de Italia, incluyendo al renombrado teórico Giovanni Battista Martini, con el que estudió en Bolonia. Leopold también esperaba que Wolfgang, y posiblemente él mismo, obtuviera un prestigioso nombramiento en una de las cortes italianas de los Habsburgo. Este objetivo se hizo aún más prioritario cuando las posibilidades de promoción de Leopold en Salzburgo disminuyeron, aunque sus persistentes esfuerzos por asegurarse un puesto disgustaron a la corte imperial, que excluyó cualquier posibilidad de éxito. Los viajes, por tanto, terminaron con una vuelta no muy triunfante, así como con cierta decepción y frustración.

## Antecedentes

Leopold Mozart quería que su hijo Wolfgang aprendiera la tradición de la ópera italiana en Italia.

En noviembre de 1766 la familia Mozart había vuelto a Salzburgo después de los tres años y medio que pasaron realizando su gran viaje por las principales ciudades del norte de Europa, que había comenzado cuando Wolfgang tenía siete años y Nannerl doce. Leopold había conseguido en gran parte lo que pretendía con ese viaje: mostrar a todo el mundo el talento precoz de los niños y mejorar su educación musical. Su estancia en Viena, que comenzó en 1767, fue menos feliz: un brote de viruela, que provocó la muerte de la archiduquesa María Josefa de Austria, impidió a los niños actuar en la corte imperial y forzó a la familia a buscar refugio en Bohemia, donde, sin embargo, Wolfgang contrajo la enfermedad. Regresaron a Viena en enero de 1768, pero los niños ya no eran lo bastante jóvenes como para causar sensación en sus conciertos públicos.
Leopold ofendió al eminente compositor de la corte, Christoph Willibald Gluck, porque estaba demasiado ansioso por asegurar la representación de la primera ópera de Wolfgang, La finta semplice. En septiembre de 1768 Leopold se quejó al emperador José II de que el empresario teatral de la corte Giuseppe Affligio había conspirado para obstaculizar la nueva ópera y este hecho pudo dañar aún más el nombre de los Mozart en la corte. La ópera fue estrenada en Salzburgo el año siguiente, pero no se representó en Viena y Leopold se ganó la reputación de ser impertinente y «prepotente».
Después de la vuelta a Salzburgo en enero de 1769, Leopold pensó que la educación de Nannerl, que ya tenía 18 años, podía darse prácticamente por terminada y centró aún más sus esfuerzos en Wolfgang. Decidió llevar al muchacho a Italia, que en la época previa a su unificación estaba dividida en varios estados como el Ducado de Milán, la República de Venecia y los Estados Pontificios, con el Reino de Nápoles en el sur. Quería haber incluido el viaje a Italia al final del gran viaje realizado previamente, pero abandonó la idea por el miedo a que una ausencia más prolongada podía no ser bien recibida en Salzburgo. Durante más de dos siglos Italia había sido la fuente de innovaciones en el estilo musical, la casa de la música sacra y, por encima de todo, la cuna de la ópera. En opinión de Leopold, Wolfgang tenía que absorber directamente la música de Venecia, Nápoles y Roma, y prepararse para los futuros encargos de los teatros de ópera europeos, descritos por el biógrafo Stanley Sadie como «el principal interés de los compositores de finales del siglo XVIII». Leopold quiso que Wolfgang se sumergiera en la lengua italiana, experimentara la música sacra de más alta calidad y ampliara su red de influyentes contactos. También existía la posibilidad, tanto para Wolfgang como para Leopold, de asegurarse un puesto en las cortes de los Habsburgo en el norte de Italia. Con estas prioridades en mente, Leopold decidió que Nannerl y su madre, Anna Maria, debían quedarse en casa, una decisión que les molestó, pero que estaba tomada teniendo en cuenta el beneficio económico y práctico.
En los meses previos al inicio del viaje, Wolfgang compuso prolíficamente y se ganó el favor del arzobispo Siegmund Christoph von Schrattenbach quien, como patrón de Leopold, tuvo que consentir el viaje. En octubre les concedieron el permiso de viajar y les otorgaron una dotación de 600 florines. Wolfgang recibió el título honorario de concertino, con la insinuación de que a su vuelta este puesto merecería un salario.

## Primer viaje (diciembre de 1769 – marzo de 1771)

### Viaje a Milán

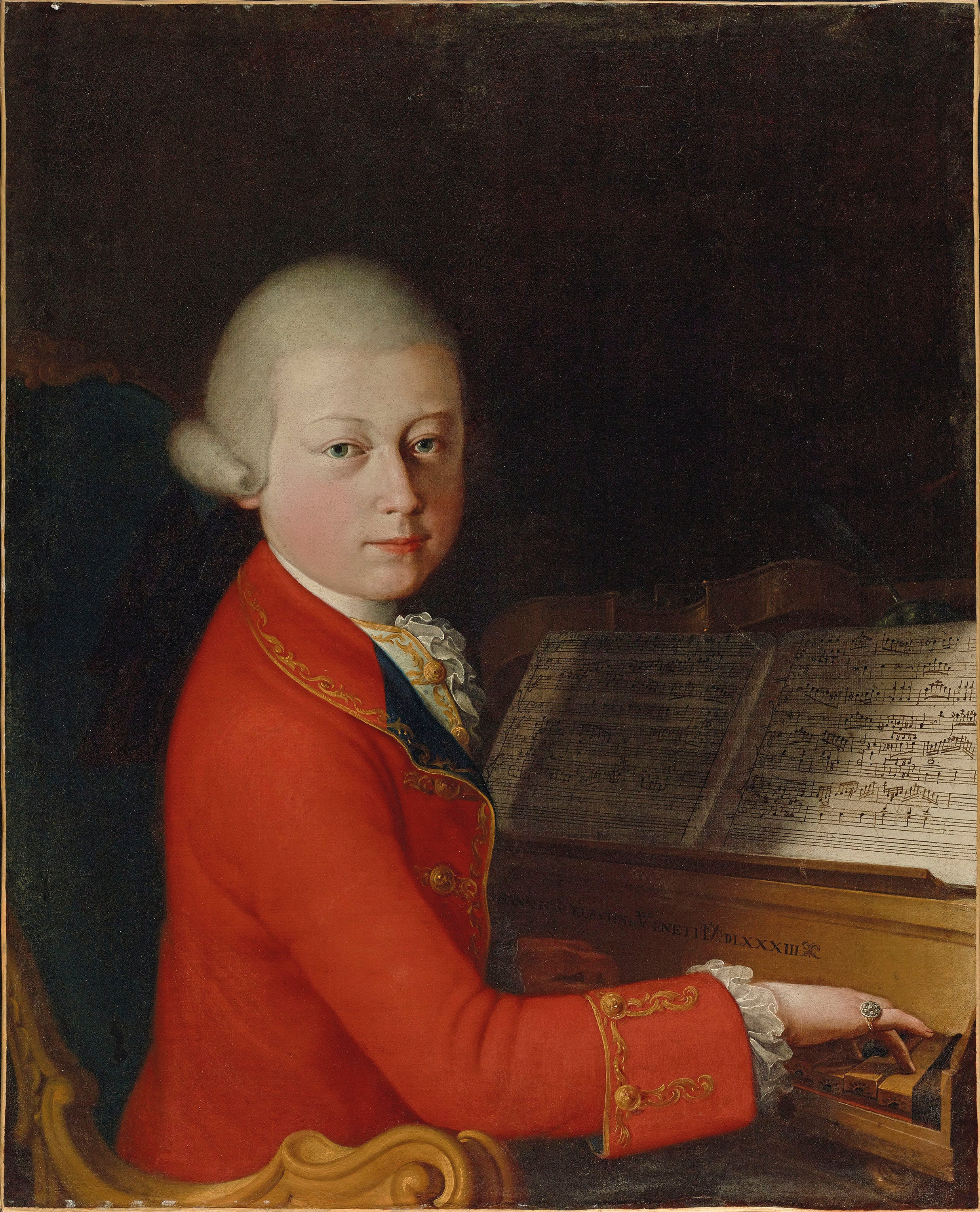
Retrato de Wolfgang Amadeus Mozart en Verona en 1770, cuando tenía 14 años de edad.

El 13 de diciembre de 1769, Leopold y Wolfgang partieron de Salzburgo, provistos de recomendaciones y cartas que Leopold esperaba que allanaran su camino. Entre las más importantes se encontraba una presentación al conde Karl Joseph Firmian de Milán, descrito como el «rey de Milán», un mecenas influyente y culto. Su apoyo sería vital para el éxito total del proyecto italiano.
Padre e hijo pasaron por Innsbruck y luego se dirigieron directamente hacia el sur por el paso del Brennero, en Italia. Siguieron por Bolzano y Rovereto hasta Verona y Mantua, antes de girar al oeste hacia Milán. Las previsiones financieras de Leopold para este viaje eran en general las mismas que tenía con el gran viaje de la familia y los gastos de alojamiento debían ser sufragados con los beneficios de los conciertos. Este viaje invernal de más de 560 kilómetros a Milán tuvo una duración de seis semanas, que fueron difíciles y desagradables, y con largas paradas forzadas por la climatología. Leopold se quejó en sus cartas a casa de las frías habitaciones de las posadas: «congelado como un perro, todo lo que toco es hielo». Los ingresos de los primeros conciertos fueron modestos; según Leopold, los gastos eran aproximadamente de 50 florines por semana. Después de algunos alardes imprudentes sobre las ganancias obtenidas durante el gran viaje, Leopold era ahora más cauteloso en lo respectivo a la revelación de detalles financieros. Tendió a acentuar sus gastos y reducir al mínimo sus ingresos, escribiendo por ejemplo: «En general no ganaremos mucho en Italia [...] generalmente hay que aceptar la admiración y las ovaciones como pago».

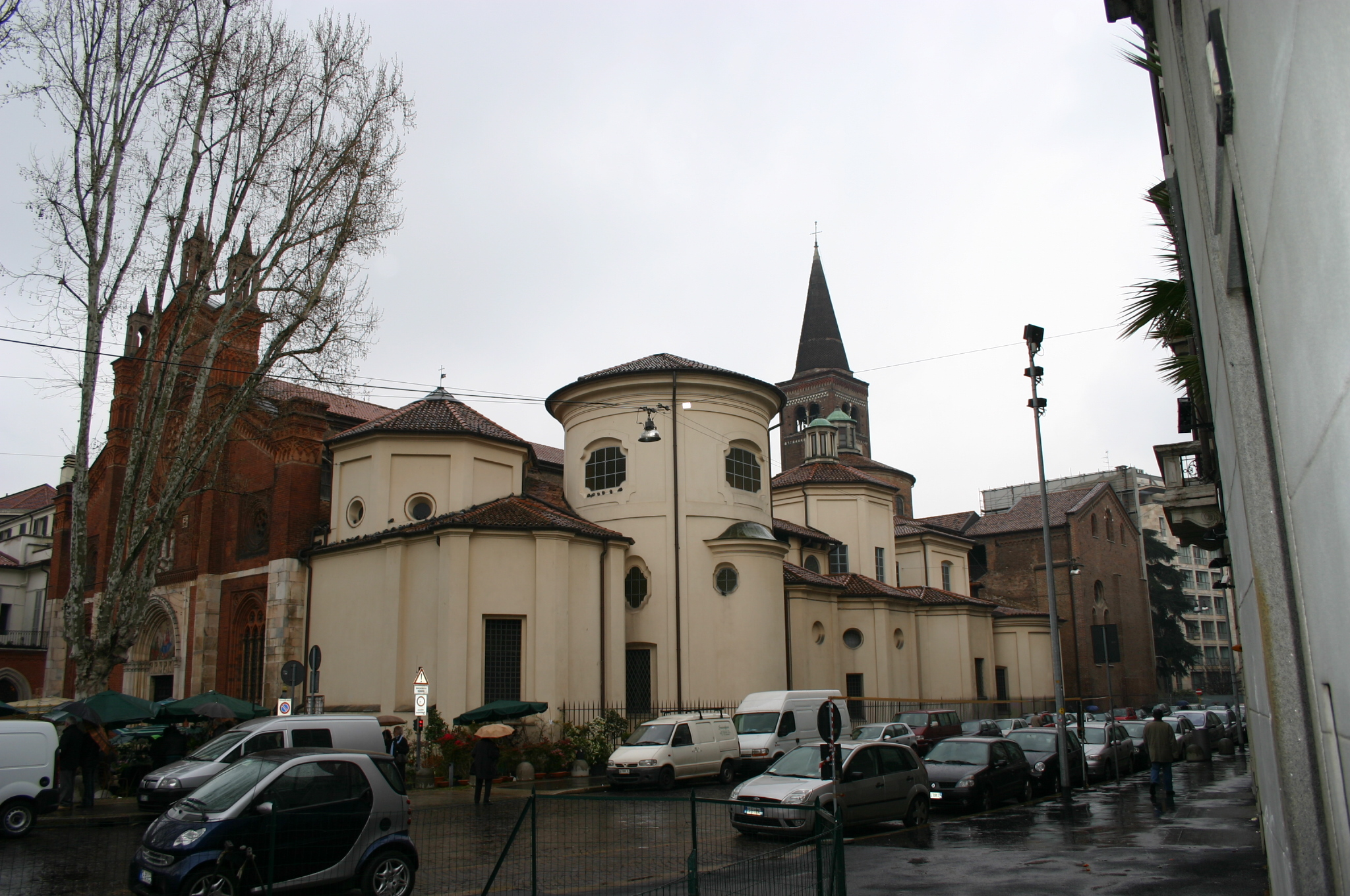
Monasterio de San Marco, en el que estuvieron alojados Leopold y Wolfgang Amadeus Mozart durante su primera visita a Milán.

La pausa más larga fueron las dos semanas de estancia en Verona, donde la prensa realizó reportajes elogiosos del concierto de Wolfgang el 5 de enero de 1770. Padre e hijo asistieron a una representación de la ópera Ruggiero de Pietro Alessandro Guglielmi, que Wolfgang describió con desdén en una carta a Nannerl. Este intermedio fue seguido de una parada más corta en Mantua, donde Wolfgang dio un concierto en la Accademia Filarmonica, con un programa diseñado para probar sus capacidades interpretativas, la lectura a primera vista y la improvisación. Según una reseña de prensa, la audiencia se quedó «boquiabierta» por este «milagro de la música, uno de esos fenómenos anormales que la naturaleza nos brinda». En Mantua sufrieron un desaire del príncipe Michael de Thurn und Taxis, ya que un criado les informó que no tenía ningún deseo de reunirse con ellos. El historiador Robert Gutman conjetura que el Príncipe, consciente del asunto con Affligio en Viena, no quiso tener relaciones con músicos que no conocían cuál era su posición. Por el contrario, el conde Arco, cuya familia era miembro de la corte de Salzburgo, los recibió cálidamente.

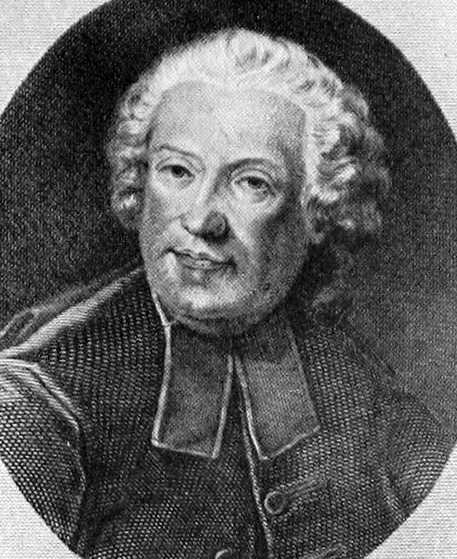
Wolfgang escribió un conjunto de arias que usaban los textos de Pietro Metastasio.

Llegaron a Milán el 23 de enero y encontraron un cómodo alojamiento en el monasterio de San Marco, cerca del palacio del conde Firmian. Mientras esperaban para ver al conde, asistieron a la ópera de Niccolò Piccinni Cesare in Egitto. Firmian finalmente les dio la bienvenida con una generosa hospitalidad y amistad, mostrándole a Wolfgang una edición completa de las obras de Pietro Metastasio, el principal escritor y libretista dramático de Italia en la época. Firmian también acudió a una gran cantidad de conciertos a los que asistieron muchas personas notables de la ciudad, incluyendo el archiduque Fernando de Austria-Este, un posible futuro patrón para el joven compositor. Para el último de dichos conciertos, Wolfgang escribió un conjunto de arias que usaban los textos de Metastasio. Éstas fueron tan bien recibidas que Firmian encargó a Wolfgang que escribiera la ópera de apertura para la siguiente temporada del carnaval de invierno en Milán, cumpliendo las esperanzas de Leopold. Wolfgang recibiría unos honorarios de aproximadamente 500 florines y alojamiento gratuito durante el periodo que durara la composición y los ensayos de la obra. Mozart se marchó de Milán el 15 de marzo, tomando rumbo hacia el sur, hacia Florencia y Roma, comprometiéndose a volver en otoño y llevándose con ellos las cartas de recomendación de Firmian.
Hasta ese momento del viaje, parece que Wolfgang no compuso demasiado. El concierto con la Accademia Filarmonica en Mantua había incluido muchas improvisaciones pero poca música propia de Mozart; las únicas composiciones ciertas de esa fase del viaje son las arias compuestas para el concierto final de Firmian, por las que obtuvo su encargo para la ópera del carnaval invernal. Estas fueron Se tutti i mali miei, KV 83/73p, Misero me, KV 77/73e y Ah più tremar..., KV 71. La Sinfonía n.º 10 en sol, KV 74, al parecer completada en Roma en abril, puede que fuera iniciada en Milán.

### De Milán a Nápoles

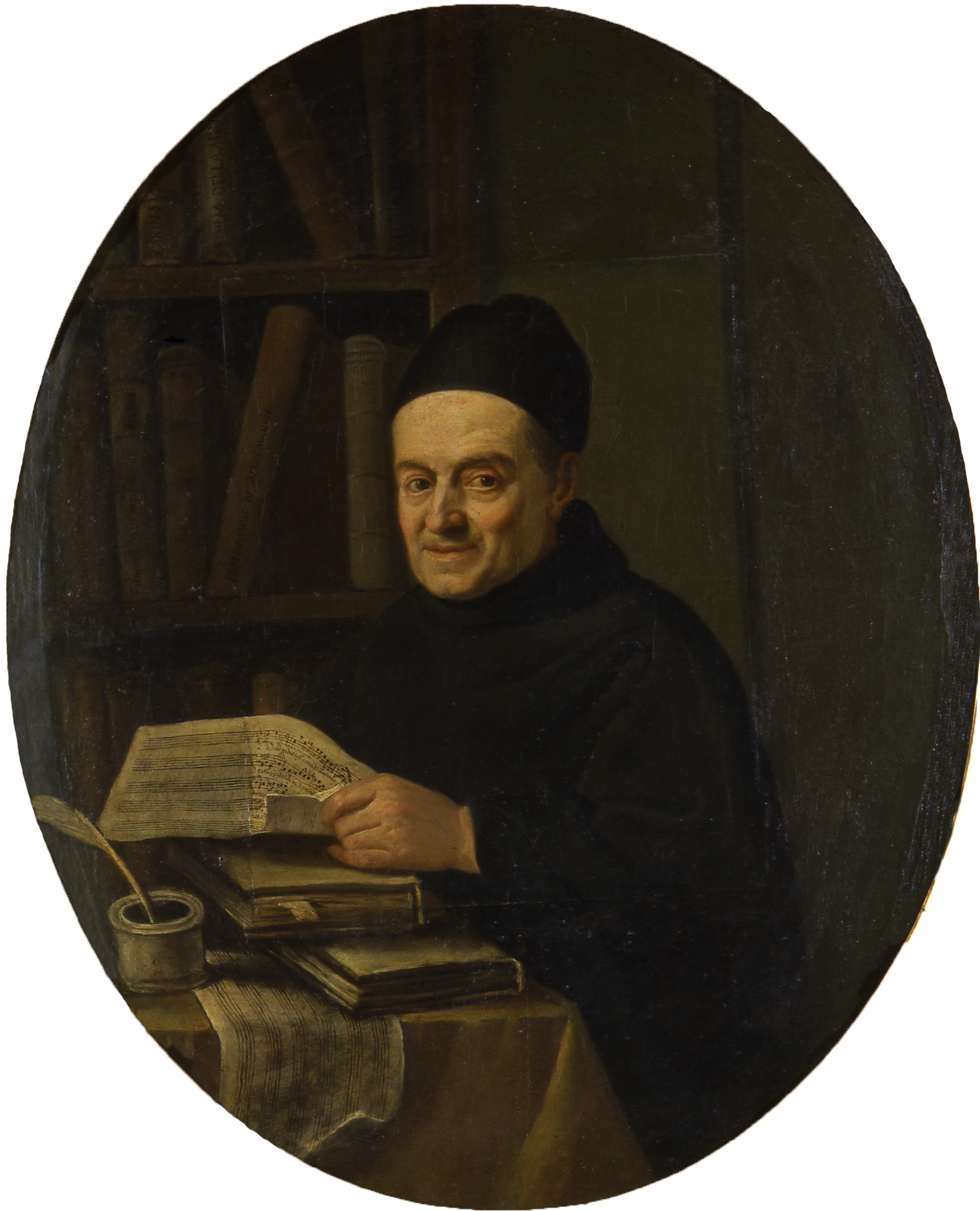
Giovanni Battista Martini impartió clases de contrapunto a Wolfgang en Bolonia.

La primera parada en su viaje hacia el sur fue en Lodi, donde Wolfgang terminó de componer su primer cuarteto de cuerda, KV 80/73f. Después de unos días en Parma, los Mozart se trasladaron a Bolonia, según afirmó Leopold «el centro de los maestros, los artistas y los estudiosos». Su carta de Firmian los presentaba al conde Pallavicini-Centurioni, un destacado mecenas artístico, quien inmediatamente programó un concierto para la nobleza local en su palacio. Entre los invitados se encontraba Giovanni Battista Martini, el más destacado teórico musical de su tiempo y el más reconocido experto de Europa en el contrapunto barroco. Martini recibió al joven compositor y lo probó con unas fugas como ejercicio. Siempre con un ojo puesto en los proyectos de futuro en las cortes europeas, Leopold estaba ansioso por obtener un compromiso del maestro; pero el tiempo fue corto, tanto que acordaron volver a Bolonia en el verano para continuar las clases. Se marcharon de Bolonia el 29 de marzo, portando consigo las cartas de Pallavicini que debían facilitar el camino para tener una audiencia con el papa Clemente XIV en Roma.
Llegaron a Florencia al día siguiente, donde la recomendación de Pallavicini les facilitó un encuentro en el palacio Pitti con el Gran Duque y futuro emperador del Sacro Imperio Romano Germánico Leopoldo de Habsburgo-Lorena. Se acordó de su encuentro con los Mozart en 1768 en Viena e incluso les preguntó por Nannerl. En Florencia se reunieron con el violinista Pietro Nardini, a quien ya habían conocido en los comienzos de su gran viaje por Europa; Nardini y Wolfgang actuaron juntos en un largo concierto en el palacio veraniego del Gran Duque. Wolfgang también conoció a Thomas Linley, un prodigioso violinista inglés que era pupilo de Nardini. Los dos entablaron una gran amistad, componiendo música y tocando juntos «no como niños sino como hombres», como Leopold destacó. Gutman relata que «un melancólico Thomas siguió el coche de los Mozart cuando se marcharon hacia Roma el 6 de abril». Los chicos nunca se volvieron a ver; Linley, después de una breve carrera como compositor y violinista, falleció en un accidente naval en 1778, cuando tenía 22 años.

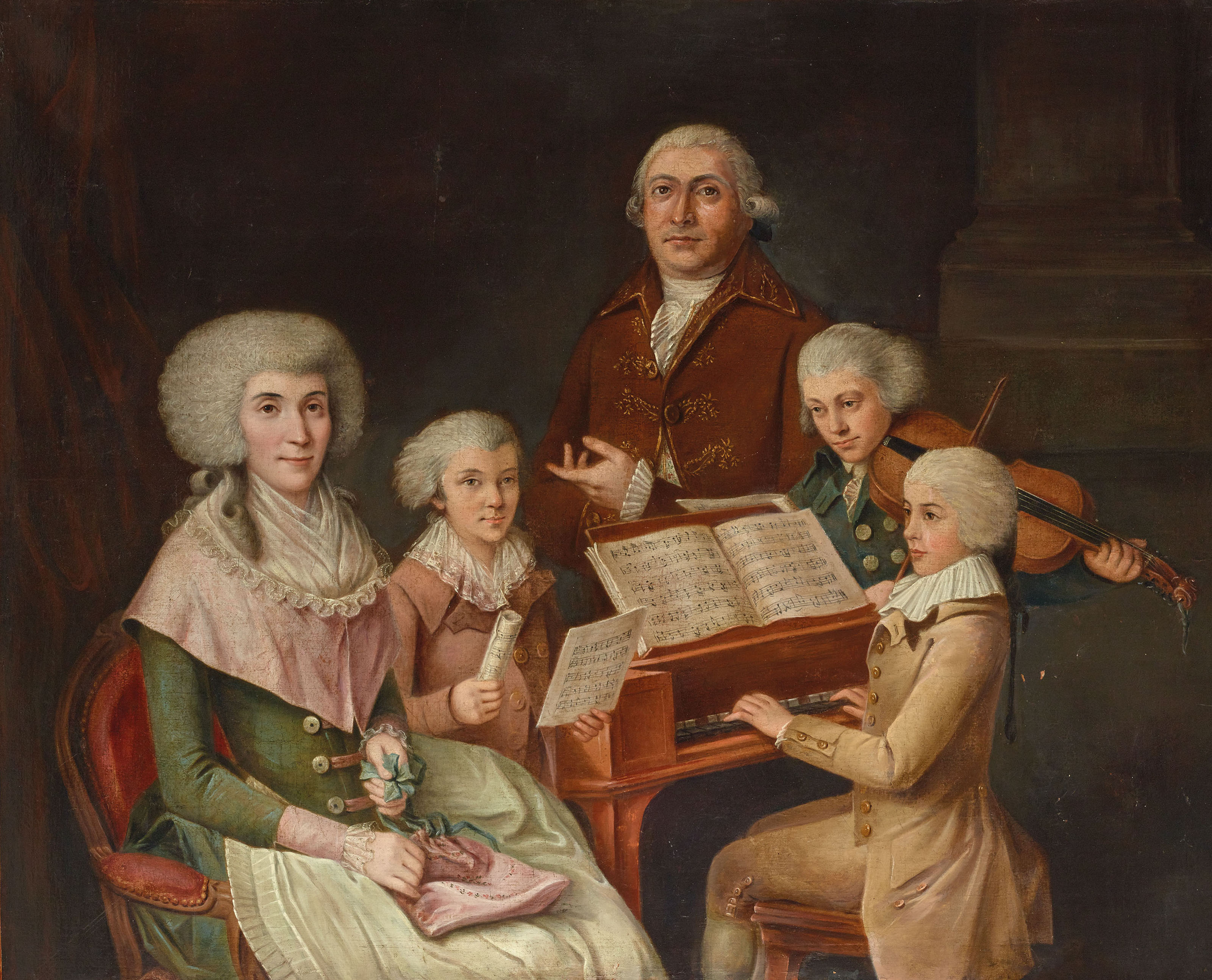
Wolfgang tocando el clavicordio y Thomas Linley (de la misma edad) el violín, durante su estancia en Florencia en 1770.

Llegaron a Roma después de un difícil viaje de 5 días con viento y lluvia, habiéndose alojado en una incómoda posada que Leopold describió como asquerosa, mugrienta y falta de comida. Las recomendaciones de Pallavicini pronto surtieron efecto: tuvo lugar un encuentro con un pariente del Conde, el cardenal Pallavicini, príncipe San Angelo de Nápoles, y con Carlos III de Inglaterra y Escocia, conocido como «gentil Príncipe Carlos», pretendiente a la Corona británica. Allí hicieron mucho turismo y realizaron actuaciones ante la nobleza. Los Mozart visitaron la Capilla Sixtina, donde Wolfgang escuchó y después escribió de memoria el famoso Miserere de Gregorio Allegri, una compleja obra coral de nueve partes. Las noticias de este extraordinario acontecimiento llegaron incluso al Papa. En medio de estas actividades, Wolfgang estaba ocupado componiendo. Escribió la contradanza KV 123/73g y el aria Se ardire, e speranza (KV 82/73o), y finalizó la Sinfonía n.º 10 en sol que había iniciado previamente. Es posible que también compusiera otras sinfonías en esa época, pero este hecho no ha podido ser confirmado.
Después de cuatro ajetreadas semanas, Leopold y Wolfgang se marcharon hacia Nápoles. Los bandoleros acosaban con frecuencia a los viajeros por la ruta a través de las Lagunas Pontinas, por lo que Leopold contrató un convoy de cuatro coches de caballos. Llegaron a su destino el 14 de mayo portando sus cartas de recomendación y pronto fueron llamados por el primer ministro, el Marqués Tanucci, y por William Hamilton, el embajador británico, al que habían conocido en Londres. Dieron un concierto el 28 de mayo, por el que ganaron aproximadamente 750 florines (Leopold no revelaría la cantidad exacta) y asistieron a la primera representación de la ópera de Niccolo Jommelli Armida abbandonata en el Teatro de San Carlos. Wolfgang se mostró impresionado tanto por la música como por la representación, aunque pensara que era «demasiado pasado de moda y serio para el teatro». Wolfgang declinó una invitación para componer una ópera para la siguiente temporada en el San Carlos por su compromiso previo en Milán. Dado que no había ningún encargo previsto de la corte real, Leopold decidió finalmente abandonar Nápoles, después de visitar el monte Vesubio, Herculano, Pompeya y los baños romanos de Bayas. Partieron para Roma el 25 de junio en una diligencia.

### Vuelta desde Nápoles

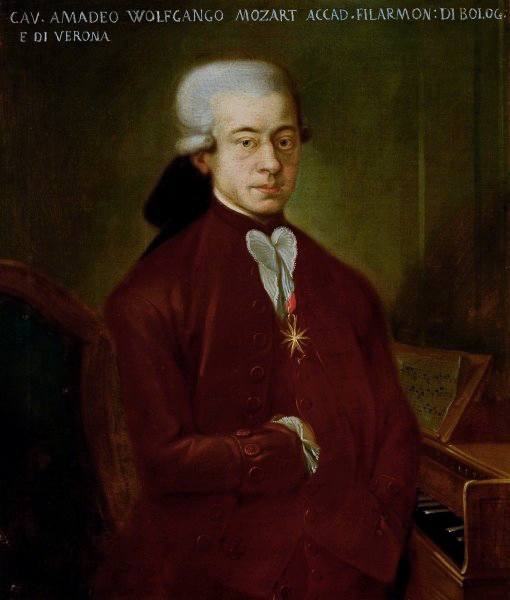
Mozart en 1777 portando la insignia de la Orden de la Espuela de Oro, recibida de manos del papa Clemente XIV en 1770.

Realizaron un rápido viaje de 27 horas de regreso a Roma, durante el cual Leopold se hirió una pierna y por ello tuvo problemas durante varios meses. Wolfgang tenía garantizada una audiencia ante el Papa, en la que lo nombró caballero de la Orden de la Espuela de Oro. Desde Roma tomaron camino hacia el famoso Santuario de la Santa Casa de Loreto y partieron hacia Rímini por mar bajo protección militar, porque el trayecto era susceptible de ataques por parte de piratas. Desde Rímini se trasladaron por tierra hasta llegar de nuevo a Bolonia el 20 de julio.
La prioridad de Leopold era descansar su pierna. Wolfgang pasó el tiempo componiendo un minueto corto, KV 122/73t, y un Miserere en la menor, KV 85/73s. Mientras tanto, el libreto de la ópera encargada en Milán llegó; Leopold esperaba que fuera La Nitetti de Metastasio, pero fue Mitridate, re di Ponto, de Vittorio Cigna-Santi. El 10 de agosto, los dos Mozart se trasladaron al palacio del Conde de Pallavicini que usaba como residencia estival, y permanecieron allí durante siete semanas mientras la pierna de Leopold mejoraba gradualmente y Wolfgang trabajaba en los recitativos de Mitridate. A comienzos de octubre, con Leopold más o menos recuperado, volvieron a la ciudad y Wolfgang, según se cree, comenzó su periodo como estudiante del padre Martini. El 9 de octubre realizó el examen para ser miembro de la Accademia Filarmonica de Bolonia, ofreciendo como prueba de acceso una antífona llamada Quaerite primum regnum, KV 86/73v. Según Gutman, en circunstancias normales el intento «zozobrante» de Mozart al usar esta forma polifónica poco habitual no hubiera recibido una seria consideración, pero Martini tenía en su mano poder realizar correcciones y probablemente también pagó el precio de admisión de su pupilo. Wolfgang fue admitido como miembro de la Academia y los Mozart marcharon hacia Milán poco después.

### Nueva visita a Milán (octubre de 1770 - febrero de 1771)

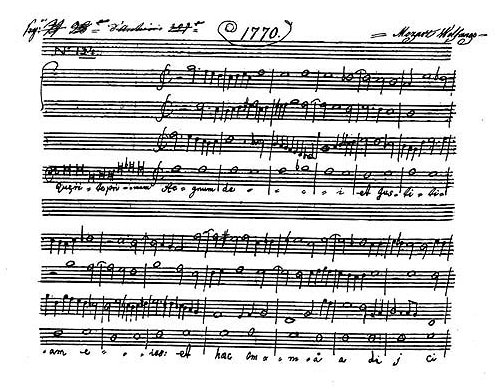
La antífona Quaerite primum regnum, KV 86/73v con la que Wolfgang se presentó al acceso como miembro de la Accademia Filarmonica de Bolonia.

El viaje de Bolonia a Milán se vio retrasado por tormentas e inundaciones, pero Leopold y su hijo llegaron el 8 de octubre, 10 semanas antes de la primera representación de Mitridate. A Wolfgang le dolían los dedos de escribir recitativos y en ningún caso podría empezar a componer arias hasta que los cantantes estuvieran presentes, ya que la colaboración con los principales intérpretes era una costumbre de los compositores de la época. Cuando los cantantes se reunieron, surgieron los problemas. Quirino Gasparini, compositor de una primera versión de Mitridate, intentó persuadir a la prima donna Antonia Bernasconi para usar sus arreglos en las arias que ella debía interpretar, pero sus esfuerzos fueron infructuosos. Leopold escribió «Gracias a Dios, que hemos encaminado al enemigo». Sin embargo, el tenor principal, Guglielmo d'Ettore, pidió repetidas veces que sus arias fueran escritas de nuevo y cantó uno de los arreglos de Gasparini en el tercer acto, una inserción que permanece en la partitura final de la ópera.
Los ensayos comenzaron el 6 de diciembre. Quedó patente el dominio de Mozart en la dicción del italiano cuando practicaron los recitativos y su profesionalismo durante un ensayo de la partitura musical. Leopold escribió a casa: «¡Una parte horrible de esta empresa, bendito sea Dios, seguramente ha terminado y, Dios sea elogiado, una vez más con honor!» El 26 de diciembre, en el Teatro Regio Ducal (el gran teatro de ópera de Milán en aquella época), Wolfgang dirigió la primera representación pública de su Mitridate desde el teclado, vestido para la ocasión con un abrigo escarlata rayado con satén azul y ribeteado con oro. El acontecimiento fue un triunfo: en la conclusión la audiencia gritó «Evviva il maestro!» y exigieron bises. Se realizaron 22 representaciones de la ópera y la Gazetta di Milano elogió el trabajo noblemente: «El joven maestro di capella, quien no tiene aún quince años, estudia las bellezas de la naturaleza y las representa adornadas por los arreglos musicales más raros». Las arias cantadas por Bernasconi «expresaron vistosamente las pasiones y conmovieron el corazón». Las reacciones posteriores se mostraron menos efusivas; no hay ningún documento que acredite que se realizaran más representaciones de Mitridate antes de su renacimiento en Salzburgo en 1971.
Tras haber cumplido su principal obligación para este viaje, Wolfgang dio un concierto en el palacio de Firmian el 4 de enero de 1771. Unos días más tarde, llegaron noticias de que habían nombrado a Wolfgang miembro de la Accademia Filarmonica de Verona. El 14 de enero se marcharon a Turín para una estancia de dos semanas, donde conocieron a muchos de los principales músicos italianos: el distinguido violinista Gaetano Pugnani, su prodigioso pupilo de 15 años Giovanni Battista Viotti y el compositor Giovanni Paisiello, de cuya ópera Annibale in Torino declaró Leopold que era magnífica. Volvieron a Milán para un almuerzo de despedida con Firmian antes de su salida para Salzburgo el 4 de febrero.

### Vuelta a casa

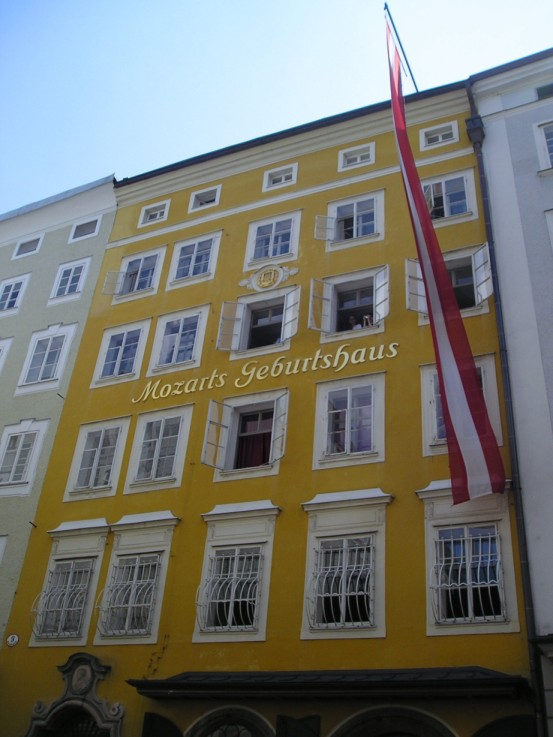
Domicilio de la familia Mozart, en la calle Getreidegasse n.º 9, Salzburgo.

En su vuelta a Salzburgo, Leopold y Wolfgang permanecieron un tiempo en Venecia, haciendo previamente una pausa en su camino en Brescia para ver una opera buffa. En Venecia, Leopold empleó sus cartas de recomendación para reunirse con la nobleza y negociar un contrato para que Wolfgang escribiera una ópera para el teatro San Benedetto. Wolfgang realizó varios conciertos y quizás actuó en el afamado ospidali de Venecia: algunas de estas casas de expósitos llegaron a ser respetadas academias de música. Los Mozart fueron recibidos generosamente, pero Leopold no se mostró satisfecho. «El padre parece un poco molesto», escribió un remitente en una carta al compositor vienés Johann Adolph Hasse y añadió: «probablemente esperaban que otros los buscaran, en lugar de ser ellos los que tenían que ir detrás de otros». Hasse respondió: «El padre, desde mi punto de vista, está siempre descontento con todo».
Abandonaron Venecia el 12 de marzo y viajaron hacia Padua, donde durante un día de turismo Wolfgang recibió el encargo de don Giuseppe Ximenes, príncipe de Aragón, para que compusiera un oratorio para la ciudad. La historia de Betulia Liberata ("La liberación de Betulia") es oscura, ya que no se pudo representar en Padua ni durante el resto de la vida de Wolfgang. En Verona, unos días después, recibió más encargos. Wolfgang tenía que componer una serenata u ópera menor, que debía ser representada en Milán en otoño durante la boda del archiduque Fernando con la princesa Beatriz de Módena. Al mismo tiempo el joven compositor recibió otro encargo para el carnaval de Milán, para la temporada 1772–1773, incrementando sus honorarios. Este hecho creó un conflicto de fechas que impidió que Wolfgang pudiera seguir con el encargo de San Benedetto. A partir de entonces, el padre y el hijo se apresuraron hacia el norte, llegando a Salzburgo el 28 de marzo de 1771.
En su revisión de este primer viaje italiano, la investigación del musicólogo Maynard Solomon sobre la escasa información financiera proporcionada por Leopold indica que pudieron tener un beneficio muy sustancial, quizás de unos 2900 florines. La pareja también había contado con un amplio reconocimiento, moviéndose entre la más alta nobleza italiana. Aparte de la honra recibida de manos del Papa, Wolfgang había sido admitido en las academias de Bolonia y Verona y había estudiado con Giovanni Martini. Solomon lo denomina «el mejor momento [de Leopold] y [...] quizás el más feliz».

## Segundo viaje (agosto - diciembre de 1771)

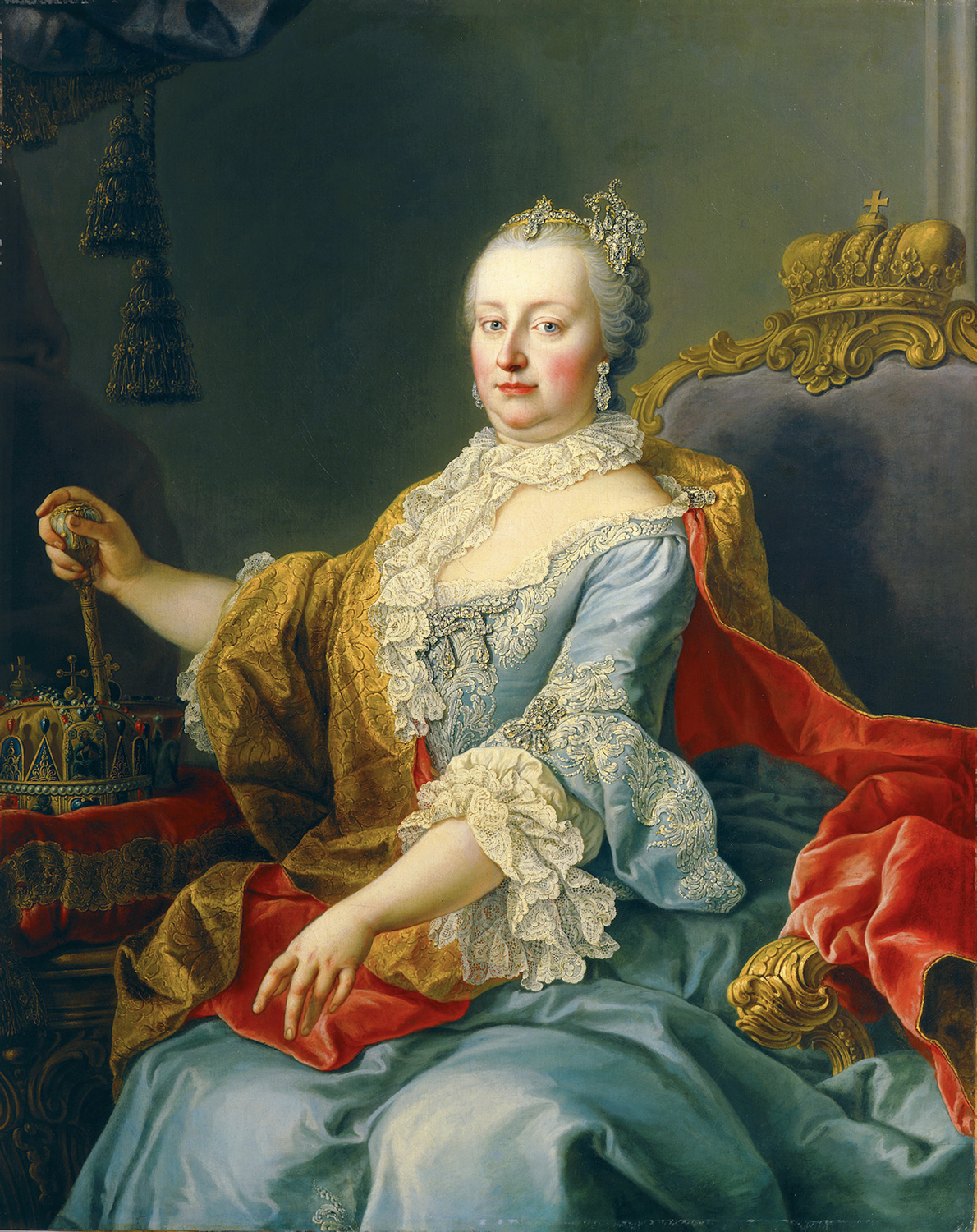
La carta despectiva de la emperatriz viuda María Teresa terminó con las esperanzas de Leopold de obtener un nombramiento en alguna de las cortes de los Habsburgo.

En 1771 Leopold y Wolfgang viajaron una vez más a Milán, ciudad a la que llegaron el 21 de agosto. Wolfgang debía componer la serenata para la boda entre el archiduque Fernando y la princesa Beatriz. Compartieron su alojamiento con violinistas, un maestro de canto y un oboísta: un grupo que era, como Wolfgang lo calificó jocosamente en su correspondencia con Nannerl, «encantador para la composición, ¡me da muchas ideas!» Trabajando a gran velocidad, Wolfgang finalizó Ascanio in Alba justo a tiempo para el primer ensayo el 23 de septiembre.
Se esperaba que la serenata fuera una de las obras menores en la celebración de la boda, por detrás de la ópera Ruggiero de Johann Adolph Hasse. Sin embargo, Hasse (que tenía 72 años) estaba alejado de las modas teatrales y, aunque la emperatriz viuda María Teresa elogió su ópera, la recepción fue tibia, especialmente comparándola con el éxito triunfal de Ascanio. Leopold expresó el placer de este cambio de acontecimientos: «El Archiduque recientemente ha ordenado dos copias», escribió a casa. «Todos los nobles y otras personas se dirigen a nosotros por la calle para felicitar a Wolfgang. ¡En resumen! Siento que la serenata de Wolfgang haya aplastado tanto a la ópera de Hasse que no puedo describirlo». Hasse se tomó con elegancia su eclipse y, según se cree, comentó que el muchacho haría que todos los otros fueran olvidados.
Mozart era libre de dejar Milán a principios de noviembre, pero se quedaron otro mes porque Leopold esperaba que el éxito obtenido con Ascanio se tradujera en un nombramiento para Wolfgang de un patrón real. Al parecer se lo solicitaron al archiduque Fernando el 30 de noviembre y su petición fue pasada a la corte imperial en Viena. Es posible que la insistencia de Leopold con La finta semplice todavía molestara en Viena o que sus palabras jactándose por el fracaso de Hasse hubieran llegado a la Emperatriz. En cualquier caso, la respuesta de María Teresa al Archiduque fue inequívoca, describiendo a los Mozart como «gente inútil» cuyo nombramiento degradaría el servicio real y añadía «tal gente da la vuelta el mundo como mendigos». Leopold nunca se enteró del contenido de esta carta; a la vez que ésta llegó a Milán los Mozart se habían marchado, decepcionados pero todavía esperanzados. «El asunto no está terminado; puedo decir todavía mucho», escribió Leopold cuando él y Wolfgang realizaban su camino de vuelta a casa. Regresaron a Salzburgo el 15 de diciembre.
A pesar de la agitada agenda durante esta corta visita a Milán, Wolfgang todavía encontró el tiempo necesario para componer su Sinfonía n.º 13 en fa, KV 112. Ideó una futura sinfonía de la obertura de Ascanio, añadiendo un final a los dos movimientos existentes. Otra sinfonía, KV 96/111b, en do mayor, a veces es asignada a esta visita a Milán, pero hay dudas sobre cuándo fue compuesta en realidad o si de verdad lo hizo allí.

## Conmoción en Salzburgo

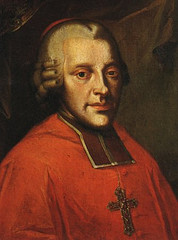
Hieronymus von Colloredo, nuevo arzobispo de Salzburgo, truncó las esperanzas de promoción de Leopold.

Al día siguiente del regreso de Leopold y Wolfgang a Salzburgo, la corte sufrió una gran agitación por la muerte del arzobispo Schrattenbach. Esta situación puso en apuros a Leopold, que no había resuelto sus asuntos con la corte. No había cobrado parte de su salario durante el segundo viaje a Italia y Leopold esperaba solicitar su pago y continuar el asunto de conseguir un salario para Wolfgang como concertino, que Schrattenbach había indicado que debería ser pagado a Wolfgang tras volver del primer viaje a Italia.
El puesto de maestro de capilla de Salzburgo, que anteriormente Leopold había esperado asegurar, estaba ahora en el aire. El maestro actual, Giuseppe Lolli, tenía 70 años y estaba preparado para su retiro; Leopold había sido el segundo maestro de capilla por detrás de Lolli y en circunstancias normales le habrían concedido dicho puesto. Sin embargo, el nombramiento ahora sería realizado por el nuevo arzobispo, cuyas políticas y actitudes eran desconocidas. El 14 de marzo de 1772, tras varias maquinaciones políticas, el conde Hieronymus von Colloredo fue elegido arzobispo como un candidato de compromiso aceptable para la corte imperial en Viena.
Aunque impopular entre los salzburgueses, parecía al principio que este nombramiento sería ventajoso para los Mozart: Leopold cobró el sueldo impagado y alrededor del 31 de agosto Colloredo aprobó el pago del sueldo como concertino de Wolfgang. Sin embargo, el nuevo arzobispo comenzó a buscar a alguien fuera de la corte de Salzburgo para ser su nuevo maestro de capilla. Finalmente, escogió al italiano Domenico Fischietti, que era varios años más joven que Leopold. Las posibilidades de promoción de Leopold se habían desvanecido irrevocablemente y cambió sus esperanzas en tratar de dar a Wolfgang una vejez cómoda, por lo que surgió la urgencia de realizar un tercer viaje a Italia, que comenzó en octubre de 1772.

## Tercer viaje (octubre de 1772 - marzo de 1773)

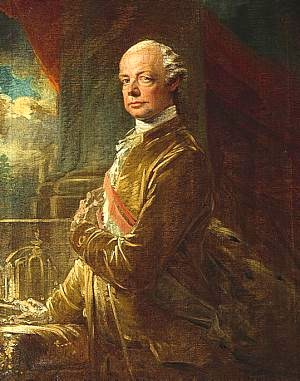
El Gran Duque Leopoldo de la Toscana era la última esperanza de Leopold para que Wolfgang obtuviera un nombramiento en la corte, pero no lo consiguió.

Los Mozart regresaron a Milán para que Wolfgang completara la segunda ópera para el carnaval, encargada al final del primer viaje después del éxito de Mitridate, re di Ponto. El texto fue Lucio Silla, un original de Giovanni de Gamerra revisado por Pietro Metastasio. Wolfgang encontró rápidamente la familiar rutina de composición enfrentándose con problemas como la tardía llegada de los cantantes y la retirada del tenor principal debido a una enfermedad. Leopold informó que el 18 de diciembre había llegado el nuevo tenor, que Wolfgang componía sus arias a una velocidad casi suicida y que los ensayos estaban llenos de cambios. El 26 de diciembre se realizó la primera representación, que fue caótica: comenzó con dos horas de retraso debido a la demora en la llegada del archiduque Fernando, hubo peleas entre los intérpretes principales y el tiempo de ejecución de la obra se extendió por la inserción de ballets (una práctica común de la época), por lo que la actuación concluyó cerca de las dos de la madrugada. A pesar de esto, las siguientes representaciones fueron bien recibidas. Leopold escribió el 9 de enero de 1773 que el teatro estaba todavía lleno y que el estreno de la segunda temporada con la ópera de Giovanni Paisiello Sismano nel Mogul había sido pospuesto para permitir que la obra de Wolfgang alcanzara las 26 representaciones. Todo el éxito obtenido con esta nueva obra fue fugaz, pero durante los siguientes años el libreto fue reescrito por varios compositores, incluyendo al mentor de Wolfgang en Londres Johann Christian Bach.
Leopold, desconociendo la opinión de la Emperatriz, continuó la búsqueda de un nombramiento para Wolfgang centrando su atención en el Gran Duque Leopoldo de la Toscana, el tercer hijo de la Emperatriz. La solicitud fue fuertemente apoyada por el conde Firmian y Leopold, en una carta cifrada a casa, dijo que estaba bastante esperanzado. Mientras los Mozart esperaban una respuesta, Wolfgang compuso una serie de cuartetos para cuerdas (del KV 155/134a al KV 160/159a) y el famoso motete Exsultate, jubilate, KV 165. Leopold recurrió al engaño para explicar la prórroga de su visita a Milán, afirmando que sufría reumatismo severo que le impedía viajar. Las cartas cifradas a su esposa Anna Maria le aseguraban que ambos estaban bien, pero hicieron que ella divulgara la historia de su indisposición. Esperó la mayor parte de enero y todo febrero para la respuesta del Gran Duque. La negativa llegó el 27 de febrero. Se desconoce si el Gran Duque estaba bajo la influencia de la opinión que su madre tenía de la familia Mozart, pero su rechazo terminó finalmente con las esperanzas de Leopold de obtener un nombramiento en Italia para su hijo. Los Mozart ya no tenían ninguna opción, por lo que volvieron a Salzburgo, partiendo de Milán el 4 de marzo y llegando a casa nueve días más tarde. Ni el padre ni el hijo visitaron Italia nunca más.

## Valoración
Maynard Solomon resume los viajes por Italia como un gran triunfo, pero sugiere que desde el punto de vista de Leopold también supusieron un gran fracaso. Los Mozart tuvieron ciertamente un beneficio financiero y Wolfgang se desarrolló artísticamente, convirtiéndose en un reconocido compositor. Aunque la recepción de los Mozart no fue uniformemente cordial (habían sido tratados con frialdad por la corte de Nápoles y el Príncipe de Thurn und Taxis los había desairado), en general los italianos respondieron con entusiasmo. Wolfgang había sido recibido y ordenado caballero por el Papa, le habían hecho miembro de las principales sociedades filarmónicas y había estudiado con el estudioso musical más importante de Italia, Giovanni Battista Martini. Pero por encima de todo, había sido aceptado como profesional de la ópera italiana en un teatro de ópera, completando tres encargos con un excelente resultado de crítica y público. Realizó otras composiciones fruto de su experiencia en Italia, incluyendo un oratorio, varias sinfonías, cuartetos para cuerdas y numerosas obras menores.
El fracaso vino por la incapacidad de Leopold, a pesar de su insistencia, de poder asegurar un prestigioso nombramiento tanto para él como para su hijo. Leopold no era consciente de la mala imagen que tenían de ellos en general; sin embargo, percibía que había una barrera intangible para sus ambiciones en Italia y finalmente reconoció que no podía vencer a esas fuerzas que estaban en su contra. En cualquier caso, los triunfos de Wolfgang en Italia fueron efímeros; a pesar del éxito de crítica y público de sus ópera de Milán, no le encargaron ninguna obra más ni hubo más encargos en ninguno de los lugares que visitó. Cuando se desvanecieron todas las esperanzas de la llegada de un nombramiento en las cortes italianas, Leopold procuró asegurar el futuro de la familia por otros medios: «No debemos desanimarnos, ya que Dios nos ayudará. Ya he resuelto algunos proyectos».
Wolfgang estaba cualificado por su habilidad con el teclado y el violín y su experiencia como compositor para un puesto como maestro de capilla; pero a los 17 años de edad era demasiado joven para dicho puesto. Por lo tanto, permaneció en su puesto en la corte de Salzburgo con Colloredo, con un descontento creciente, hasta su disputa con el asistente del Arzobispo durante su estancia en Viena en 1781. Leopold, que seguía en su puesto como segundo maestro de capilla, permaneció en la corte hasta su muerte en 1787.